# Eetbuistoornis
Een eetbuistoornis (EBS; Engels: binge eating disorder, BED) is een psychische aandoening die in de DSM-5 is ingedeeld bij de voedings- en eetstoornissen.

## Kenmerken
Net als bij boulimia nervosa hebben personen die lijden aan deze stoornis perioden waarin ze grote hoeveelheden voedsel tot zich nemen (eetbui), maar in tegenstelling tot boulimia ontbreekt de drang om gewichtstoename te compenseren (compensatoir gedrag). Als gevolg hiervan ontstaat meestal overgewicht en is er daarnaast een vergrote kans op hart- en vaatziekten, een te hoge bloeddruk, rugklachten, menstruatiestoornissen, diabetes type 2 en gewrichtsklachten. Mentaal kan een eetbuistoornis leiden tot depressies en onzekerheid over het zelfbeeld. In Nederland zijn er ongeveer 160.000 personen met een eetbuistoornis.
Eetbuien kunnen worden uitgelokt door emoties als woede, verdriet, eenzaamheid of verveling, of zijn een copingmechanisme om met stress of spanningen om te gaan. 

## Diagnostische criteria
De DSM-5 stelt de volgende criteria:
- De persoon heeft last van recidiverende episodes met eetbuien die de volgende kenmerken hebben:
  - De persoon eet grote hoeveelheden voedsel in een korte tijd. De hoeveelheid voedsel is groter dan de meeste personen onder vergelijkbare omstandigheden zouden eten.
  - De persoon heeft het gevoel geen controle over de eetbuien te hebben en kan niet stoppen met eten tijdens de eetbui
- De episodes hangen samen met drie of meer van de volgende kenmerken:
  - De persoon eet sneller dan gewoonlijk
  - De persoon stopt niet met eten als het hongergevoel over is wat leidt tot een onaangenaam gevoel
  - De persoon heeft geen hongergevoel, maar heeft drang om te eten
  - De persoon eet alleen en ervaart een schaamtegevoel over de hoeveelheid eten
  - Na de eetbui ervaart de persoon schaamte, voelt zich somber of walgt die van zichzelf
- De eetbuien veroorzaken een duidelijke lijdensdruk
- Gedurende een periode van drie maanden heeft de persoon minstens eenmaal per week een eetbui
- Er is geen sprake van compensatoir gedrag zoals bij boulimia

De ernst van de eetbuistoornis wordt bepaald aan de hand van de frequentie waarmee de eetbuien plaatsvinden. Bij 1-3 episodes per week is er sprake van lichte ernst, bij 4-7 episodes per week van matige ernst, bij 8-13 episodes per week is de aandoening ernstig en bij 14 of meer episodes zeer ernstig.

## Ontstaan
Het ontwikkelen van een eetbuistoornis kan diverse oorzaken hebben, waaronder een laag zelfbeeld en negatieve ervaringen. Daarnaast kunnen ook culturele gewoonten en de opvoeding oorzaken zijn voor het ontwikkelen van een eetbuistoornis.